# Чак Скерца
Чак Скерца (англ. Chuck Scherza, 15 лютого 1923, Брендон — 16 березня 2014, Потакет) — канадський хокеїст, що грав на позиції центрального нападника. Переможнць кубку Колдера 1949 року в складі «Провіденс Редс».

## Ігрова кар'єра
Народився в місті Брендон, Манітоба. Професійну хокейну кар'єру розпочав 1943 року. Протягом професійної клубної ігрової кар'єри, що тривала 17 років, захищав кольори команд «Бостон Брюїнс», «Нью-Йорк Рейнджерс», «Герші Берс» та «Провіденс Редс». Помер 16 березня 2014 року у віці 91 року.

## Досягнення
- Володар Кубку Колдера (1949)
- Почесний член Хокейної зали слави Манітоби